# Oliver Klein (Rechtsanwalt)

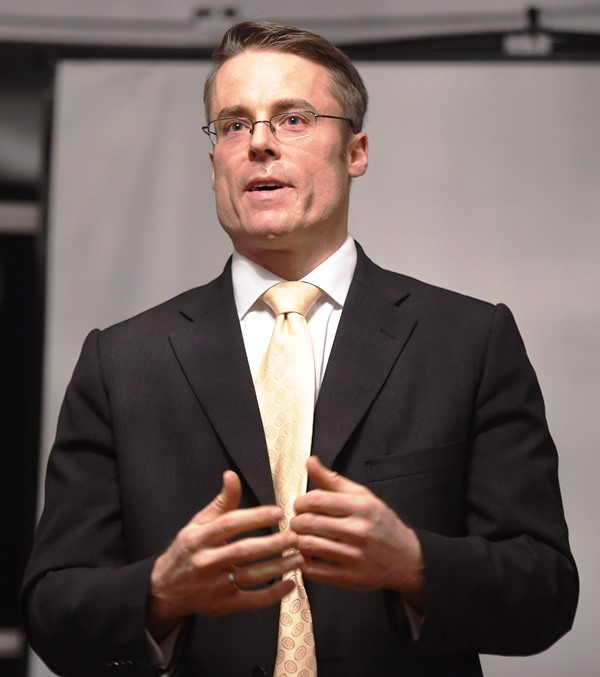
Oliver Klein (2015)

Oliver Klein (* 6. Februar 1973 in Karlsruhe) ist ein deutscher Rechtsanwalt, Steuerberater und Lehrbeauftragter. Sein Fachgebiet ist das nationale und internationale Steuerrecht und Steuerstrafrecht.

## Biographie
Klein studierte Rechtswissenschaften an der Ruprecht-Karls-Universität Heidelberg, wo er 2003 zum Doktor der Rechte promovierte. Parallel zu seinem Studium der Rechtswissenschaften studierte er an der Wirtschaftsuniversität Wien Betriebswirtschaftslehre mit Schwerpunkt Betriebswirtschaftliche Steuerlehre. Das Wirtschaftsstudium in Wien schloss Klein als Mag. Rer. Soc. Oec. 2002 ab. Das Staatsexamen zum Steuerberater absolvierte er 2005.
Oliver Klein ist verheiratet und lebt mit seiner Frau und drei gemeinsamen Kindern in der Nähe von Karlsruhe.

## Tätigkeit als Rechtsanwalt und Steuerberater
Klein ist seit seinem Berufseinstieg bei KPMG 2002 als Tax Associate  auf das nationale und internationale Steuerrecht für Unternehmen der Immobilienwirtschaft spezialisiert. Von 2005 bis 2014 war Klein zuletzt als Tax Director für PricewaterhouseCoopers (pwc) tätig. Zu seinen Tätigkeitsschwerpunkten gehören die Beratung von Immobilien-Investoren in allen Fragen des deutschen und ausländischen Steuerrechts sowie die internationale Steuerplanung für Unternehmen des deutschen Mittelstandes, darüber hinaus die Beratung von in- und ausländischen Immobilienfonds beim Erwerb und Verkauf von Immobilien, die Strukturierung ausländischer Investmentfonds sowie die Erstellung der Steuererklärungen für in- und ausländische geschlossene Immobilienfonds und Banken. Rund drei Jahre war Oliver Klein für PricewaterhouseCoopers in Saudi-Arabien tätig, wo er saudische Investoren in ihrer internationalen Steuerplanung beriet.
Von 2014 bis 2018 war Klein Managing-Partner in der Rechts- und Steuerberatungskanzlei Prof. Klein & von Stahl, welche er gemeinsam mit dem Generalbundesanwalt a. D. Alexander von Stahl in Karlsruhe gründete. Seit 2018 ist Klein bei RPS Steuerberatungsgesellschaft mbH, Karlsruhe (vormals Bartsch Steuerberatungsgesellschaft mbH) als Steuerberater tätig. Zusätzlich ist Klein bei Bartsch Rechtsanwälte PartG mbB, Karlsruhe als Rechtsanwalt tätig.
Klein ist Mitglied im Vorstand des Kapitalmarktforums Schweiz sowie als Schatzmeister Mitglied des Präsidiums der Deutsch-Arabischen Gesellschaft.

## Tätigkeit als Hochschullehrer
Klein lehrte von 2014 bis 2016 an der International School of Management in Frankfurt am Main Internationales Steuerrecht und Rechnungslegung. Aktuell hat er einen Lehrauftrag für Law & Finance an der Johann-Wolfgang Goethe-Universität.

## Schriften
- Der Investitionsstandort Saudi-Arabien, in: IWB 2013, 211
- Islamic Finance in Germany, in: Islamic Finance – Tax Considerations Around the World, PricewaterhouseCoopers, 2012
- Islamic real estate finance: an update, in Euromoney – Islamic Finance Review 2008, 35
- Vertrauensschutz für EU-rechtswidrige Vorschriften? Die Schlussanträge des Generalanwaltes in der Rechtssache Meilicke, in: IStR 2006, 209
- Grenzüberschreitende Verlustnutzung – Das EuGH-Urteil in der Rechtssache Marks & Spencer, in: nwb direkt 2005, Heft 52, S. 1
- Umsatzsteuerliche Risiken beim Immobilienerwerb, in: DStR 2005, 1961
- Steuerliche Haftungsrisiken beim Immobilienerwerb, in: DStR 2005, 1753
- zusammen mit Reinhard Redmann: Miet- und Pachtverträge für Kommunen: Erläuterungen und Vertragsmuster. 4., völlig neu bearb. Aufl., Jehle, Heidelberg/München/Berlin 2004, ISBN 3-7825-0423-2.
- Rechtliche Aspekte der Aufgabenverteilung und -verlagerung im kreisangehörigen Raum. Universitäts-Verlag, Potsdam 2004, ISBN 3-937786-03-1.
- Entgeltliche und unentgeltliche Vermögensübertragungen im steuerlichen Vergleich, in: ZEV 2004, 146 ff.
- Die Korrektur von Steuerverwaltungsakten nach den §§ 129 bis 132 AO im Vergleich zu den Parallelvorschriften im Verwaltungsverfahrensgesetz. Dissertation, Heidelberg 2003.
- Die Bilanzierung latenter Steuern nach HGB, IAS und US-GAAP, in: DStR 2001, 1450 ff.
- Das Wiederaufgreifen bestandskräftig abgeschlossener Steuerfälle, in: StuB 2001, 68 ff.